# Vörös méhbalzsam
A vörös méhbalzsam, bíbor ápolka vagy bergamott (Monarda didyma) az árvacsalánfélék (Lamiaceae) családjának méhbalzsam (Monarda) nemzetségébe sorolt növényfaj.
Nevét Nicolas Monardes spanyol fizikus, botanikus az amerikai flóra 16. századi krónikásának köszönheti.

## Előfordulása
Észak-Amerikából származik. A 19. században terjedt el Európában, ahol kezdetben rendkívül értékes, ritka növénynek számított, de manapság már gyakori az előfordulása.

## Megjelenése
Kifejezetten szívós évelő növény. Kifejlett állapotában magassága elérheti a 80–120 cm-t, szélessége a 45 cm-t.
Csoportosan nő.
Vörös virágai csőszerűek, végálló álörvet alkotnak, két kiemelkedő porzóval. Virágzási ideje július és szeptember között van. Levelei átellenes állásúak, tojásdad-lándzsa alakúak, szélük erősen fűrészes, fonákjuk szőrözött.

## Életmódja
A teljes napfénynek kitett helyeket, a jó vízáteresztő képességű, agyagos, homokos talajt kedveli. Általában ellenálló a kártevőkkel és betegségekkel szemben, kis mértékben a lisztharmat támadhatja, valamint ha talaja kiszárad, a levélrozsda.

## Felhasználása
Az észak-amerikai Oswego indián törzs tagjai megfázásos betegségeket gyógyítottak vele.
Az amerikai függetlenségi háború idején a belőle készített Oswego tea különös jelentőségre tett szert. A brit tea bojkottja után, a fekete tea helyettesítőjeként lett kedvelt.
Leveleit hideg italok, limonádék, puncsok ízesítésére használják.
Manapság illatosító szernek alkalmazzák, illetve a bőr hámsejtjeinek építő hatású vitaminokat tartalmaz.

## Gyógyhatásai
Régebben fertőtlenítő hatása miatt gyógyászati célra alkalmazták.
Elősegíti az emésztést, illóolaja a kakukkfűéhez hasonlít. Hurut- és görcsoldó hatású.